# Anel Raskaj
Anel Raskaj (Prizren, 19 agosto 1989) è un ex calciatore kosovaro con cittadinanza svedese, di ruolo centrocampista.

## Biografia
Nato nell'allora provincia jugoslava del Kosovo, è cresciuto in Svezia a partire dall'età di 13 anni.

## Caratteristiche tecniche
Raskaj viene schierato principalmente come ala sinistra. Janne Andersson lo paragonò a Zinédine Zidane e a Cesc Fàbregas.

## Carriera

### Club

#### Halmstad
Raskaj cominciò la carriera professionistica con la maglia dell'Halmstad, debuttando nella Allsvenskan il 2 settembre 2007, quando sostituì Martin Fribrock nella sconfitta per 3-0 in casa del Kalmar, pochi giorni dopo il suo diciottesimo compleanno. Prima del campionato 2008, diventò un membro a tempo pieno della prima squadra. L'anno successivo, lui e Michael Görlitz furono gli unici due calciatori a disputare tutti i 30 incontri di campionato, ma Raskaj giocò anche altri 17 match (2 di coppa e 15 amichevoli), che lo fecero diventare l'unico giocatore ad essere impiegato in ogni partita stagionale. Il 19 aprile 2009 realizzò la prima rete nella massima divisione svedese, nel successo per 0-1 sul campo del Kalmar.
Nel campionato successivo, Janne Andersson lasciò la posizione d'allenatore dell'Halmstad e fu sostituito da Lars Jacobsson, che continuò ad utilizzare il 4-5-1 come schema; Raskaj venne impiegato sulla fascia destra del centrocampo. Il 28 marzo 2010 realizzò il secondo gol nella Allsvenskan, nel successo per 4-0 sull'Åtvidaberg. L'annata 2011 vide un altro cambio in panchina, con l'ingaggio di Josep Clotet Ruiz. Lo spagnolo portò con sé diversi centrocampisti iberici, costringendo Raskaj a partire dalla panchina, nonostante le aspettative del pubblico. A metà stagione, i giocatori che Clotet ingaggiò in prestito lasciarono la squadra; lo stesso allenatore fu licenziato dopo una serie di risultati negativi e il suo posto fu preso da Jens Gustafsson, che diede nuovamente spazio a Raskaj. Il club non riuscì però a raggiungere la salvezza.

#### Sandnes Ulf
Il 30 gennaio 2012 fu reso noto il suo passaggio ai norvegesi del Sandnes Ulf, formazione neopromossa nell'Eliteserien. Il 20 dicembre successivo, rinnovò il contratto che lo legava al club per altre due stagioni. Svincolatosi il 31 dicembre 2014, il 16 gennaio 2015 trovò un accordo per rinnovare per due ulteriori anni il contratto che lo legava al Sandnes Ulf.

#### AFC Eskilstuna, Prishtina e ancora AFC Eskilstuna
Il 27 dicembre 2016, l'AFC Eskilstuna rese noto d'aver ingaggiato Raskaj, che fece così ritorno in Svezia. Nell'agosto 2017 è passato ai kosovari del Prishtina, ma la sua permanenza è durata poco meno di due mesi. Nel gennaio 2018 tornò ufficialmente ad essere un giocatore dell'AFC Eskilstuna, contribuendo alla promozione della squadra in Allsvenskan con 27 presenze e 2 reti nel campionato di Superettan 2018. Collezionò 27 presenze (con 0 reti) anche nel campionato successivo, quello di Allsvenskan 2019, ma la squadra arancione scese in seconda serie e Raskaj lasciò a fine stagione.

#### SJK
L'8 febbraio 2020, Raskaj venne presentato come nuovo giocatore del SJK, squadra militante nella Veikkausliiga finlandese.

#### Örgryte e ritiro
Tra il 2021 e il 2022 giocò due campionati di Superettan con la maglia dell'Örgryte. Alla fine della Superettan 2022 annunciò il suo ritiro dal calcio giocato all'età di 33 anni, iniziando a lavorare nelle inedite vesti di assistente allenatore della squadra Under-17 dell'Halmstad.

### Nazionale
Il 27 marzo 2009, in un'intervista al giornale Hallandsposten, dichiarò d'essere stato in contatto con il commissario tecnico della Svezia under 21, Jörgen Lennartsson, che gli disse che avrebbe saltato il campionato europeo Under-21 2009 perché ancora non in possesso della cittadinanza svedese. In un'altra intervista, disse che avrebbe scelto la Nazionale svedese piuttosto che quella del Kosovo. In un'altra dichiarazione, annunciò come l'Albania l'avesse contattato, ma che ne rifiutò la proposta.
Nel 2009 fu convocato dal Kosovo, selezione non riconosciuta dalla FIFA, per giocare due partite contro altrettante squadre di club svedesi. Fu titolare nella sfida contro il Kalmar, ma saltò la successiva contro il Malmö. Il 17 febbraio 2010 giocò un'altra partita per la formazione kosovara, stavolta contro l'Albania. Il 10 giugno dello stesso anno, fu capitano del Kosovo in un'amichevole disputata contro il suo Halmstad, che si concluse per 4-4. Il 28 luglio 2010 manifestò la volontà definitiva di giocare per il Kosovo, ma di non aver comunque chiuso la porta al commissario tecnico Lennartsson per un'eventuale convocazione nella Svezia Under-21, in vista degli europei di categoria del 2011. Comunque, non ottenne la cittadinanza in tempo per la manifestazione e la selezione kosovara restò, all'epoca, non riconosciuta dalla FIFA.
A febbraio 2014 venne convocato dal Kosovo per la partita amichevole contro Haiti, prima partita ufficiale della neonata nazionale balcanica. In quell'occasione è diventato il primo capitano della storia della nazionale kosovara. Nel gennaio dello stesso anno, la FIFA aveva concesso al Kosovo il permesso di giocare partite amichevoli contro altre nazionali affiliate, purché esse non provenissero dalla zona dell'ex Jugoslavia. Il carattere amichevole degli incontri non precludeva quindi la possibilità di giocare per un'altra nazionale per ogni calciatore coinvolto. Il 5 marzo 2014 gioca pertanto partita pareggiata per 0-0.

## Statistiche

### Presenze e reti nei club
Statistiche aggiornate al 1º gennaio 2017.
| Stagione           | Club               | Campionato         | Campionato | Campionato | Coppe nazionali | Coppe nazionali | Coppe nazionali | Coppe continentali | Coppe continentali | Coppe continentali | Supercoppe | Supercoppe | Supercoppe | Totale | Totale |
| Stagione           | Club               | Comp               | Pres       | Reti       | Comp            | Pres            | Reti            | Comp               | Pres               | Reti               | Comp       | Pres       | Reti       | Pres   | Reti   |
| ------------------ | ------------------ | ------------------ | ---------- | ---------- | --------------- | --------------- | --------------- | ------------------ | ------------------ | ------------------ | ---------- | ---------- | ---------- | ------ | ------ |
| 2007               | Halmstad           | A                  | 3          | 0          | SC              | ?               | ?               | -                  | -                  | -                  | -          | -          | -          | 3+     | 0+     |
| 2008               | Halmstad           | A                  | 27         | 0          | SC              | ?               | ?               | -                  | -                  | -                  | -          | -          | -          | 27+    | 0+     |
| 2009               | Halmstad           | A                  | 30         | 1          | SC              | 2               | 0               | -                  | -                  | -                  | -          | -          | -          | 32+    | 1+     |
| 2010               | Halmstad           | A                  | 26         | 1          | SC              | 1               | 0               | -                  | -                  | -                  | -          | -          | -          | 27     | 1      |
| 2011               | Halmstad           | A                  | 26         | 0          | SC              | 2               | 0               | -                  | -                  | -                  | -          | -          | -          | 28     | 0      |
| Totale Halmstad    | Totale Halmstad    | Totale Halmstad    | 112        | 2          |                 | 5+              | 0+              |                    |                    |                    |            |            |            | 117+   | 2+     |
| 2012               | Sandnes Ulf        | ES                 | 21+2       | 3+0        | CN              | 1               | 0               | -                  | -                  | -                  | -          | -          | -          | 24     | 3      |
| 2013               | Sandnes Ulf        | ES                 | 30         | 0          | CN              | 2               | 0               | -                  | -                  | -                  | -          | -          | -          | 32     | 0      |
| 2014               | Sandnes Ulf        | ES                 | 26         | 0          | CN              | 1               | 0               | -                  | -                  | -                  | -          | -          | -          | 27     | 0      |
| 2015               | Sandnes Ulf        | 1D                 | 29         | 2          | CN              | 2               | 0               | -                  | -                  | -                  | -          | -          | -          | 31     | 2      |
| 2016               | Sandnes Ulf        | 1D                 | 25+1       | 0          | CN              | 3               | 0               | -                  | -                  | -                  | -          | -          | -          | 29     | 0      |
| Totale Sandnes Ulf | Totale Sandnes Ulf | Totale Sandnes Ulf | 131+3      | 5+0        |                 | 9               | 0               |                    |                    |                    |            |            |            | 143    | 5      |
| 2017               | AFC Eskilstuna     | A                  | 0          | 0          | SC              | 0               | 0               | -                  | -                  | -                  | -          | -          | -          | 0      | 0      |
| Totale carriera    | Totale carriera    | Totale carriera    | 243+3      | 8+0        |                 | 14+             | 0+              |                    |                    |                    |            |            |            | 260+   | 8+     |